# Saison 1 de Good Girls
Chronologie
Saison 2
Cet article présente le guide des épisodes de la première saison de la série télévisée américaine Good Girls.

## Généralités
- Aux États-Unis, la saison a été diffusée du 26 février 2018 au 30 avril 2018 sur le réseau NBC.
- Dans le reste du monde, incluant le Canada et les pays francophones, elle a été mise en ligne intégralement le 3 juillet 2018 sur le service Netflix[1].

## Distribution

### Acteurs principaux
- Christina Hendricks (VF : Marine Jolivet) : Beth Boland
- Retta (VF : Emmanuelle Rivière) : Ruby Hill
- Mae Whitman (VF : Noémie Orphelin) : Annie Marks
- Matthew Lillard (VF : Boris Rehlinger) : Dean Boland
- Reno Wilson (en) : Stan Hill
- Manny Montana (VF : Eric Aubrahn) : Rio
- Lidya Jewett : Sara Hill
- Izzy Stannard : Sadie Marks

### Acteurs récurrents
- Zach Gilford (VF : Stéphane Miquel) : Gregg
- David Hornsby (en) (VF : Alexandre Gillet) : Leslie « Boomer »
- James Lesure : l'agent Turner
- Kaitlyn Oechsle : Emma Boland
- Allison Tolman (VF : Barbara Delsol) : Mary Pat

## Épisodes

### Épisode 1:La Fin justifie les moyens
- États-Unis : 26 février 2018 sur NBC[2]
- reste du  : 3 juillet 2018 sur Netflix
- France : 26 mars 2020 sur M6 (en clair)

- États-Unis : 5,97 millions de téléspectateurs[3] (première diffusion)

### Épisode 2:Problèmes d'argent
- États-Unis : 5 mars 2018 sur NBC
- reste du  : 3 juillet 2018 sur Netflix
- France : 26 mars 2020 sur M6

- États-Unis : 5,36 millions de téléspectateurs[4] (première diffusion)

### Épisode 3:Borderline
- États-Unis : 12 mars 2018 sur NBC
- reste du  : 3 juillet 2018 sur Netflix
- France : 2 avril 2020 sur M6

- États-Unis : 4,46 millions de téléspectateurs[5] (première diffusion)

### Épisode 4:Bombe atomique
- États-Unis : 19 mars 2018 sur NBC
- reste du  : 3 juillet 2018 sur Netflix
- France : 2 avril 2020 sur M6

- États-Unis : 4,07 millions de téléspectateurs[6] (première diffusion)

### Épisode 5:Shopping
- États-Unis : 26 mars 2018 sur NBC
- reste du  : 3 juillet 2018 sur Netflix
- France : 9 avril 2020 sur M6

- États-Unis : 4,28 millions de téléspectateurs[7] (première diffusion)

### Épisode 6:Le Caméléon
- États-Unis : 2 avril 2018 sur NBC
- reste du  : 3 juillet 2018 sur Netflix
- France : 9 avril 2020 sur M6

- États-Unis : 4,04 millions de téléspectateurs[8] (première diffusion)

### Épisode 7:Sauce spéciale
- États-Unis : 9 avril 2018 sur NBC
- reste du  : 3 juillet 2018 sur Netflix
- France : 16 avril 2020 sur M6

- États-Unis : 4,28 millions de téléspectateurs[9] (première diffusion)

### Épisode 8:Fermeture technique
- États-Unis : 16 avril 2018 sur NBC
- reste du  : 3 juillet 2018 sur Netflix
- France : 16 avril 2020 sur M6

- États-Unis : 4,24 millions de téléspectateurs[10] (première diffusion)

### Épisode 9:L'Été des requins
- États-Unis : 23 avril 2018 sur NBC
- reste du  : 3 juillet 2018 sur Netflix
- France : 23 avril 2020 sur M6

- États-Unis : 3,95 millions de téléspectateurs[11] (première diffusion)

### Épisode 10:Remix
- États-Unis : 30 avril 2018 sur NBC
- reste du  : 3 juillet 2018 sur Netflix
- France : 23 avril 2020 sur M6

- États-Unis : 4,04 millions de téléspectateurs[12] (première diffusion)